# Síntesi granular
La síntesi granular és un mètode de síntesi de so que opera en l'escala de temps dels microsons.
La tècnica està basada en el mateix principi del sampleig. Tanmateix, les samples no són reproduides convencionalment, però en comptes es parteixen en petites peces amb una duració de 1 a 50 ms. Aquestes peces petites s'anomenen grans. Múltiples grans es poden superposar un a sobre de l'altre, i poden ser reproduit a diferents velocitats, fases, volums, i freqüències, entre altres paràmetres.

A velocitats baixes de playback, el resultat és una classe de paisatge sonor, sovint descrit com a núvol, que és manipulable en una manera diferent que per mostratge de so natural o altres tècniques de síntesi. A velocitats altes, el resultat és sentit com a nota o notes d'un novell timbre. Variant la forma d'ona, envolvent, duració, posició espacial, i densitat dels grans, molts sons diferents poden ser generats.
| Demostració de síntesi granular ràpida |
| |
| Example de síntesi granular. Fixeu-vos en què els petits fragments de so (els grans) són inicialment diferents, però després es combinen, generant un timbre completament nou. |
| |

Tots dos s’han utilitzat amb finalitats musicals: com a efectes de so, com a matèria primera per a un processament posterior mitjançant altres efectes de síntesi o processament de senyals digitals, o com a obres musicals completes per si mateixes. Els efectes convencionals que es poden aconseguir inclouen la modulació d’amplitud i l’allargament del temps. De manera més experimental, és possible la dispersió estèreo o multicanal, la reordenació aleatòria, la desintegració i la transformació dels grans.

## Història
El compositor grec Iannis Xenakis es considera sovint un dels inventors de la tècnica de síntesi granular.
 {{Quote|The composer Iannis Xenakis (1960) was the first to explicate a compositional theory for grains of sound. He began by adopting the following lemma: "All sound, even continuous musical variation, is conceived as an assemblage of a large number of elementary sounds adequately disposed in time. In the attack, body, and decline of a complex sound, thousands of pure sounds appear in a more or less short interval of time {\displaystyle \Delta t}." Xenakis created granular sounds using analog tone generators and tape splicing. These appear in the composition Analogique A-B for string orchestra and tape (1959).
El compositor canadenc Barry Truax va ser un dels primers a implementar versions en temps real d’aquesta tècnica de síntesi. "La síntesi granular s'ha implementat de diferents maneres, sobretot pel compositor canadenc Barry Truax".

## Llenguatges de programació
- Csound – Programari de música que inclou possibilitats de síntesi granular (resum sobre opcodes de síntesi granular)
- SuperCollider – Llenguatge de programació per a síntesi d'àudio en temps real
- Reaktor – Entorn de programació visual per mostratge, mostratge granular, sequencing i síntesi modular
- Max/MSP – graphical authoring programari d'àudio en temps real i vídeo
- Pure Data (Pd) – llenguatge gràfic de programació d'àudio en temps real i vídeo
- Cmix – llenguatge de programació àudio en temps real, incloent diversos algoritmes per síntesi granular
- AudioMulch – Programari d'àudio modular àudio en temps real
- SoundGrain - interfície gràfica on els usuaris poden dibuixar i editar trajectòries per controlar síntesi de so granular

## Dispositius
Ara hi ha molts dispositius dedicats disponibles per explorar la síntesi granular sense utilitzar un ordinador. Molts d’ells tenen el format de sintetitzador modular Eurorack, com ara:
- ADM02 Grainshift d'Audio Damage
- Arbhar d'Instruō
- Clouds and Beads de Mutable Instruments
- g0 de Mungo Enterprises
- Grains de Ginko Synthese
- GXN de Mordax Systems
- grandPa de Bastl Instruments
- microGranny de Bastl Instruments
- Nebulae de Qu-Bit Electronix
- Particle Granular Delay de Red Panda Lab
- Morphagene de Make Noise